# Élaphébolies

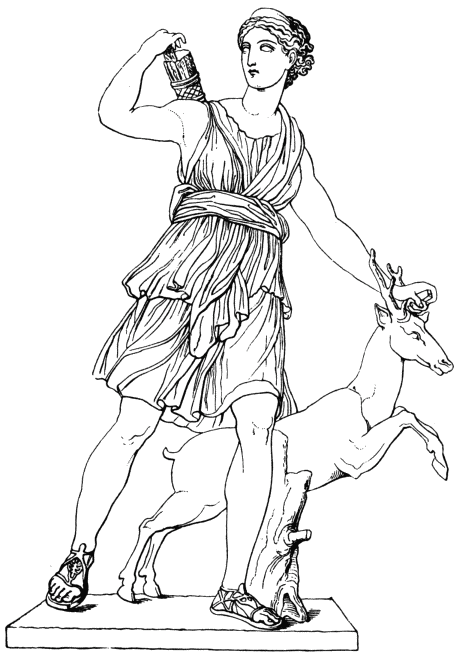
Diane de Versailles, gravure de 1874 pour l'ouvrage.

Les Élaphébolies (Έλαφηβόλια) sont une fête grecque de l’antiquité qui se déroulait à Athènes et aussi en Phocide. Elles se déroulaient à la fin de l’hiver/début du printemps au cours du mois d’Elaphébolion. Elles étaient dédiées à la déesse chasseresse Artémis. Son nom vient de l’épiclèse Elaphebolos (tueuse de cerfs) que l’on donnait à la déesse. On y offrait à Artémis des sacrifices de cerfs et des sortes de galettes en forme de cerf.

## Sources
- (it) F. Ferrari, M. Mantuzzi, M. C. Martinelli et M. S. Mirto, Dizionario della civilità classica, 2001, 2e éd., définition de Elafebòlie.